# サミュエル・ウェンライト
サミュエル・H・ウェンライト（英語: Samuel H Wainright, 1863年4月15日 - 1950年12月7日）は、アメリカ南メソジスト教会の宣教師である。

## 生涯
1857年イリノイ州コロンバスの牧師の家庭に生まれる。セントルイス市ミズーリ医学校に行き医師になる。1888年偶然雑誌で大分中学校の英語教師募集の広告を見て、応募する。そして、1888年（明治21年）に大分中学校に入学する。大分中学に勤務しながら、大分南メソジスト講義所（現、日本基督教団大分教会）を開設する。大分中学時代の教え子に、釘宮辰生らがいる。
1890年（明治23年）に神戸に転居する。そこで、パルモア学院の院長に就任。
1890年から1896年にかけて関西学院神学部の教授を務め、仏教、神道、文学などを研究する。後に、関西学院普通学部の部長になる。
1906年（明治39年）には米国に一時帰国する。
1912年（明治45年）に基督教文学委員会（基督教興文協会）の主幹になるために再来日する。1923年（大正12年）に関東大震災に被災した基督教興文協会の再建に取り組む。1925年基督教興文協会を教文館と合併させる。そして、教文館の主幹になる。
1933年（昭和8年）に米国に献金を募り、関係各機関と調整をして、教文館ビルを建設する。1938年（昭和13年）に在日宣教師を辞め米国に帰国する。
1950年（昭和25年）に本国アメリカのオークランドの自宅で死去する。